# Тарасівка (Затишнянська сільська громада)
Тара́сівка — село в Україні, у Затишнянській сільській громаді Кам'янського району Дніпропетровської області.
Населення — 15 мешканців.

## Географія
Село Тарасівка знаходиться за 1 км від лівого берега річки Базавлук, за 0,5 км від села Малософіївка. Поруч проходить автомобільна дорога Н11.

## Населення

### Мова
Розподіл населення за рідною мовою за даними перепису 2001 року:
| Мова       | Кількість | Відсоток |
| ---------- | --------- | -------- |
| українська | 15        | 100%     |